# 7139 Tsubokawa
7139 Tsubokawa eller 1994 CV2 är en asteroid i huvudbältet som upptäcktes den 14 februari 1994 av de båda japanska astronomerna Takeshi Urata och Tsuneo Niijima i Ojima. Den är uppkallad efter den japanske astronomen Ietsune Tsubokawa.
Asteroiden har en diameter på ungefär 9 kilometer och den tillhör asteroidgruppen Eos.